# Angrebet på Shellhuset
|  | Denne artikel handler om en dokumentarfilm. For selve angrebet se Shellhusbombardementet. |
Angrebet på Shellhuset er en dokumentarfilm fra 2014 med instruktion og manuskript af Simon Bang og Martin Sundstrøm. Filmen handler om Shellhusbombardementet i 1945 under den tyske besættelse af Danmark og den fejlagtige bombning af Den Franske Skole ved samme lejlighed.

## Handling
21. marts 1945 angriber engelske fly Gestapos hovedkvarter Shellhuset i København for at redde modstandsbevægelsen. Men noget går galt, da en pigeskole bombes på Frederiksberg, og resultatet er besættelsens blodigste dag. En gådefuld ulykke forvandler et af 2. Verdenskrigs mest komplekse flyangreb til en katastrofe. Denne dokumentar forsøger ved hjælp fra angrebets chef-navigatør Edward Sismore, eksperter og øjenvidner at genskabe angrebet og opklare, hvad der gik galt.